# Куре, Дани
Дани Хосе Куре Коррера (исп. Dany José Cure Correa; родился 7 апреля 1990 года, Мачикес, Венесуэла) — венесуэльский футболист, вингер клуба «Сулия» и сборной Венесуэлы.

## Клубная карьера
Куре — воспитанник клуба «Сулия». В 2008 году он дебютировал в венесуэльской Примере. В 2011 году в поисках игровой практики Дани перешёл в «Льянерос». 14 августа в матче против «Эстудиантес де Мерида» он дебютировал за новую команду. 19 ноября в поединке против «Саморы» Куре забил свой первый гол за «Льянерос». В начале 2013 года Дани перешёл в «Каракас». 20 января в матче против «Саморы» он дебютировал за столичный клуб. 27 января в поединке против «Арагуа» Куре забил свой первый гол за «Каракас». 20 февраля в матче Кубка Либертадорес против чилийского «Уачипато» он забил гол. В том же году Куре помог клубу выиграть Кубок Венесуэлы. 21 августа в поединке Кубка Либертадорес против перуанского «Аякучо» он отметился забитым мячом.
Летом 2015 года Куре перешёл в «Карабобо». 12 июля в матче против «Петаре» он дебютировал за новый клуб. 1 августа в поединке против «Метрополитанос» Дани забил свой первый гол за «Карабобо».
В начале 2016 года Куре на правах аренды перешёл в колумбийский «Онсе Кальдас». 3 апреля в матче против «Мильонариос» он дебютировал в Кубке Мустанга. 23 мая в поединке против «Патриотас» Дани забил свой первый гол за «Онсе Кальдас». Летом 2017 года Куре был отдан в аренду в «Рионегро Агилас». 1 августа в матче против «Энвигадо» он дебютировал за новую команду. В начале 2018 года Дани на правах аренды вернулся в «Сулию».

## Международная карьера
6 марта 2014 года в поединке против сборной Гондураса Куре дебютировал за сборную Венесуэлы.

## Достижения
Командные
 «Каракас»
- Обладатель Кубка Венесуэлы — 2013